# Antonio González Velázquez
Antonio González Velázquez (Madrid, 1723 – Madrid, 1793) è stato un pittore spagnolo.

## Biografia
Figlio dello scultore Pablo González Velázquez, nel 1747 vinse una borsa di studio messa in palio dalla Real Academia de Bellas Artes de San Fernando, che gli permise di recarsi a Roma, dove rimase fino al 1752, sotto la guida del maestro Corrado Giaquinto.
Nel 1748, l'anno successivo al suo arrivo in Italia, realizzò la decorazione della Chiesa della Santissima Trinità degli Spagnoli, nel rione romano di Campo Marzio, in via dei Condotti, impresa che gli fece acquisire una certa notorietà: sue le tele Il buon pastore, Il papa Innocenzo III dona l'abito ai primi Trinitari e San Giovanni de Matha incontra san Felice di Valois, e la decorazione a fresco della cupola con storie della vita di Abramo e dei pennacchi con Mosè e altri profeti.
Tornato in Spagna, venne scelto, dietro raccomandazione dell'architetto Ventura Rodríguez, per realizzare la decorazione della cupola ellittica della Santa Capilla del Pilar, nella Basilica di Nostra Signora del Pilar di Saragozza. Assieme al suo maestro, realizzò i disegni preparatori e gli affreschi, che rappresentavano La Santa Cappella e l'apparizione della Vergine del Pilar e Le quattro donne principali della Bibbia: la cappella fu inaugurata nel 1753.
A Madrid partecipò, assieme al fratello Luis, alla decorazione della chiesa del Monastero reale dell'Incarnazione. Nel 1757, grazie al prestigio guadagnato, fu nominato pittore di corte di Ferdinando VI e, in questa veste, prese parte ai lavori di decorazione del Palazzo Reale di Madrid, realizzando gli affreschi sul soffitto dell'anticamera della regina Maria Barbara di Braganza.
La sua carriera giunse al culmine nel 1765, quando venne nominato direttore dell'Accademia Reale. Fino alla fine della sua vita lavorò, assieme ai suoi allievi, tra cui Francisco Bayeu e Mariano Salvador Maella (che era anche suo genero), alla realizzazione di cartoni per la Fabbrica Reale di Tapices, che all'epoca, sotto la direzione di Anton Raphael Mengs, viveva il suo momento di massimo splendore. Anche suo figlio Zacarías fu un apprezzato pittore.